# Велино (Калужская область)
Велино — деревня в Юхновском районе Калужской области России. Входит в состав сельского поселения «Деревня Упрямово».

## География
Расположена на правобережье реки Угра в 18 км от Юхнова, входит в состав территории национального парка «Угра».

## Население
| 2002 | 2010 |
| ---- | ---- |
| 1    | →1   |

## История
В середине XVIII века Велино принадлежало ряду помещиков — Албучевым, Еропкиным и Тургеневым. Здесь располагались усадьбы прапорщика Албучева и помещицы В. С. Тургеневой, в конце XVIII века — жены майора Д. Б. Албучевой. В XIX веке село перешло во владение рода Ширинских-Шихматовых, в середине века в Велино располагалась усадьба кн. М. Г. Ширинской-Шихматовой (урождённой гр. Головиной).
На начало XXI века от усадьбы Ширинских-Шихматовых сохранился храм, старинный некрополь возле него, фрагменты регулярного парка с прудами и часть фундамента главного дома.

## Храм
Храм является доминантой местности. Построен в 1773 году. По одним данным церковь освящена в честь Успения Пресвятой Богородицы, по другим — в честь иконы Божией Матери «Знамение». Представляет собой кирпичный храм трапезного типа с двухъярусной колокольней, сочетающий стили барокко и классицизма. По состоянию на начало XXI века церковь находится в ведении государства, здание заброшено и не используется.
Снаружи и внутри здание было оштукатурено, расписано и украшено лепниной, которая частично сохранилась по состоянию на 2007 год. Для отопления в зимнее время имелись 4 изразцовых печи. Четверик, алтарная часть и колокольня были возведены в XVIII веке, трапезная — в первой половине XIX века. Примерно в то же время были установлены входные двери и козырьки, а также кованные решётки на окна. Стиль последних даёт возможность предположить, что они выполнены не местным, а столичным мастером. На церкви также сохранились золочёный крест и подкрестник (яблоко).
Храм в Велино принадлежал к числу самых богатых храмов Смоленской губернии, его общая оценка на 1910 год составляла 30 тысяч рублей. Весной 2009 года кладоискатели-любители нашли в овраге недалеко от церкви чугунок с иконами и церковной утварью. Клад был передан ими Калужской епархии.
Возле церкви расположено разорённое кладбище, на котором похоронены Албучевы, Еропкины, Ширинские-Шихматовы (в том числе Д. Б. Албучева и М. Г. Ширинская-Шихматова), помещики Раевские, члены духовной семьи Смирновых.